# Чухліби
Чухліби (пол. Czuchleby) — село в Польщі, у гміні Лосиці Лосицького повіту Мазовецького воєводства. Населення — 254 особи (2011).

## Історія
За даними етнографічної експедиції 1869—1870 років під керівництвом Павла Чубинського, у селі проживали лише греко-католики, які розмовляли українською мовою.
У 1975—1998 роках село належало до Білопідляського воєводства.

## Населення
Демографічна структура станом на 31 березня 2011 року:
|          | Загалом | Допрацездатний вік | Працездатний вік | Постпрацездатний вік |
| -------- | ------- | ------------------ | ---------------- | -------------------- |
| Чоловіки | 123     | 20                 | 80               | 23                   |
| Жінки    | 131     | 25                 | 74               | 32                   |
| Разом    | 254     | 45                 | 154              | 55                   |